# Physaria mendocina
Physaria mendocina là một loài thực vật có hoa trong họ Cải. Loài này được (Phil.) O'Kane & Al-Shehbaz mô tả khoa học đầu tiên năm 2004.